# Psila orientalis
Psila orientalis är en tvåvingeart som beskrevs av Soos 1974. Psila orientalis ingår i släktet Psila och familjen rotflugor.
Artens utbredningsområde är Mongoliet. Inga underarter finns listade i Catalogue of Life.